# Birma op de Olympische Zomerspelen 1964
Birma nam deel aan de Olympische Zomerspelen 1964 in Tokio, Japan. Ook de vijfde Zomerspelen bleven zonder medailles.

## Deelnemers en resultaten
(m) = mannen, (v) = vrouwen 

### Atletiek
| Olympiër       | Discipline            | Resultaat | Prestatie      |
| -------------- | --------------------- | --------- | -------------- |
| Thin Sumbwegam | marathon (m)          | 35e       | 2:30.35,8      |
| Maung Rajan    | 50km snelwandelen (m) | DNF       | niet gefinisht |

### Boksen
| Olympiër    | Discipline | Resultaat | Prestatie |
| ----------- | ---------- | --------- | --- |
| Bawa Maung  | -51kg (m)  | 17e       | 1ste ronde: V van URS Sorokin: gediskwalificeerd                                                                               |
| Thein Myint | -54kg (m)  | 17e       | 1ste ronde: V van GHA Aryee: knock-out                                                                                         |
| Tin Tun     | -57kg (m)  | 5e        | 1ste ronde: W van GBR Smith: scheidsrechterlijke beslissing 2de ronde: W van NGR Andeh: 4-1 kwartfinale: V van GER Schulz: 0-5 |

### Gewichtheffen
| Olympiër  | Discipline  | Resultaat | Prestatie                                                                                |
| --------- | ----------- | --------- | ---------------------------------------------------------------------------------------- |
| Chit Mya  | -56kg (m)   | 16e       | drukken: 19de met 90kg trekken: 14de met 95kg stoten: 14de met 125kg totaal: 310kg       |
| Mya Thein | -67,5kg (m) | 13e       | drukken: 16de met 110kg trekken: 15de met 105kg stoten: 9de met 145kg totaal: 360kg      |
| Pe Aye    | -75kg (m)   | 15e       | drukken: 13de met 122,5kg trekken: 16de met 112,5kg stoten: 14de met 150kg totaal: 385kg |

### Schietsport
| Olympiër   | Discipline             | Resultaat | Prestatie                        |
| ---------- | ---------------------- | --------- | -------------------------------- |
| Kyaw Aye   | 50m geweer liggend (m) | 55e       | 580 punten: (95-93-99-99-97-97)  |
| Kyaw Shein | 50m geweer liggend (m) | 50e       | 584 punten: (98-100-94-96-98-98) |

### Zwemmen
| Olympiër     | Discipline           | Resultaat | Prestatie               |
| ------------ | -------------------- | --------- | ----------------------- |
| Tin Maung Ni | 400m vrije slag (m)  | 39e       | serie 2: 6de in 4.40,9  |
| Tin Maung Ni | 1500m vrije slag (m) | 20e       | serie 2: 4de in 18.09,5 |

Afghanistan · Algerije · Argentinië · Australië · Bahama's · België · Bermuda · Birma · Bolivia · Brazilië · Brits-Guiana · Bulgarije · Cambodja · Canada · Ceylon · Chili · Colombia · Congo-Brazzaville · Costa Rica · Cuba · Denemarken · Dominicaanse Republiek · Duits eenheidsteam · Ethiopië · Filipijnen · Finland · Frankrijk · Ghana · Griekenland · Groot-Brittannië · Hongarije · Hongkong · Ierland · IJsland · India · Irak · Iran · Israël · Italië · Ivoorkust · Jamaica · Japan · Joegoslavië · Kameroen · Kenia · Libanon · Liberia · Libië · Liechtenstein · Luxemburg · Madagaskar · Maleisië · Mali · Marokko · Mexico · Monaco · Mongolië · Nederland · Nederlandse Antillen · Nepal · Nieuw-Zeeland · Niger · Nigeria · Noord-Rhodesië · Noorwegen · Oeganda · Oostenrijk · Pakistan · Panama · Peru · Polen · Portugal · Puerto Rico · Roemenië · Senegal · Sovjet-Unie · Spanje · Taiwan · Tanganyika · Thailand · Trinidad en Tobago · Tsjaad · Tsjecho-Slowakije · Tunesië · Turkije · Uruguay · Venezuela · Verenigde Arabische Republiek · Verenigde Staten · Vietnam · Zuid-Korea · Zuid-Rhodesië · Zweden · Zwitserland